# Danthonia
Danthonia DC., 1805 è un genere di piante angiosperme della famiglia delle Poacee.

## Tassonomia
Il genere comprende le seguenti specie:
- Danthonia alpina Vest
- Danthonia annableae P.M.Peterson & Rúgolo
- Danthonia araucana Phil.
- Danthonia boliviensis Renvoize
- Danthonia × breviaristata (Beck) Vierh.
- Danthonia breviseta Hack.
- Danthonia californica Bol.
- Danthonia cernua Döll
- Danthonia chaseana Conert
- Danthonia chiapasensis Davidse
- Danthonia chilensis É.Desv.
- Danthonia cirrata Hack. & Arechav.
- Danthonia compressa Austin
- Danthonia decumbens (L.) DC.
- Danthonia domingensis Hack. & Pilg.
- Danthonia holm-nielsenii Laegaard
- Danthonia intermedia Vasey
- Danthonia malacantha (Steud.) Pilg.
- Danthonia melanathera (Hack.) Bernardello
- Danthonia montevidensis Hack. & Arechav.
- Danthonia parryi Scribn.
- Danthonia rhizomata Swallen
- Danthonia rugoloana Sulekic
- Danthonia secundiflora J.Presl
- Danthonia sericea Nutt.
- Danthonia spicata (L.) Roem. & Schult.
- Danthonia unispicata (Thurb.) Munro ex Macoun